# La Vie à belles dents
Pour plus de détails, voir Fiche technique et Distribution.
La Vie à belles dents (But Not For Me) est une comédie romantique américaine réalisée par Walter Lang, sortie en 1959.

## Synopsis
Russ Ward (Clark Gable) est un producteur de Broadway. Lors de son retour à New York après un voyage, tout le monde lui réclame son attention, son ex-femme Kathryn Ward, le scénariste Jeremiah MacDonald, le journaliste Roy Morton, le manager Miles Atwood et l’avocat Charles Montgomery.
Ce film comporte des scènes d'autodérision assez rares à Hollywood, où Clark Gable vieillissant n'hésite pas à écorner son image, en rentrant le ventre afin de se donner un profil plus avantageux, ou en tapotant la peau du cou un peu flasque, devant son miroir, avant de recevoir la visite d'une jeune actrice.

## Fiche technique
- Titre : La Vie à belles dents
- Titre original : But Not for Me
- Réalisation : Walter Lang
- Scénario : John Michael Hayes
Samson Raphaelson (pièce)
- Société de production : William Perlberg-George Seaton
- Distribution : Paramount Pictures
- Photographie : Robert Burks VistaVision
- Direction artistique : A. Earl Hedrick (en) et Hal Pereira
- Décors de plateau : Sam Comer et Frank R. McKelvy
- Costumes : Edith Head
- Montage : Alma Macrorie
- Pays de production : États-Unis
- Format : Couleur
- Genre : Comédie
- Durée : 104 minutes
- Date de sortie :
  - États-Unis : 19 août 1959

## Distribution
- Clark Gable (VF : Robert Dalban) : Russell "Russ" Ward
- Carroll Baker (VF : Jeanine Freson) : Ellie Brown / Borden
- Lilli Palmer (VF : Lita Recio) : Kathryn Ward
- Lee J. Cobb (VF : Claude Péran) : Jeremiah MacDonald
- Barry Coe (en) (VF : Jean-Louis Jemma) : Gordon Reynolds
- Thomas Gomez (VF : Richard Francœur) : Demetrios Bacos
- Charles Lane (VF : Marc Valbel) : Atwood
- Wendell Holmes : Montgomery
- Tom Duggan : Roy Morton
- William Bailey : Portier